# Ngân Thủy
Ngân Thủy là một xã thuộc huyện Lệ Thủy, tỉnh Quảng Bình, Việt Nam.

## Địa lý
Xã Ngân Thủy nằm ở phía tây huyện Lệ Thủy, có vị trí địa lý:
- Phía đông giáp thị trấn Nông trường Lệ Ninh
- Phía tây giáp xã Lâm Thủy
- Phía nam giáp xã Kim Thủy
- Phía bắc giáp huyện Quảng Ninh.

Xã Ngân Thủy có diện tích 167,71 km², dân số năm 2019 là 2.434 người, mật độ dân số đạt 15 người/km².

## Kinh tế
Kinh tế chủ yếu là lâm nghiệp, nông nghiệp, tiểu thủ công nghiệp.

## Hành chính
Ngân Thủy được chia thành 6 thôn: Cẩm Ly, Còi Đá, Cửa Mẹc, Khe Giữa, Khe Sung, Km14.